# Amakihi gros
L'amakihi gros (Viridonia sagittirostris) és un ocell extint de la família dels fringíl·lids (Fringillidae) i l'única espècie del gènere Viridonia Rothschild, 1892.

## Hàbitat i distribució
Habitava la selva pluvial de la regió de Hamakua, a l'est de l'illa de Hawaii.